# Текстова гра

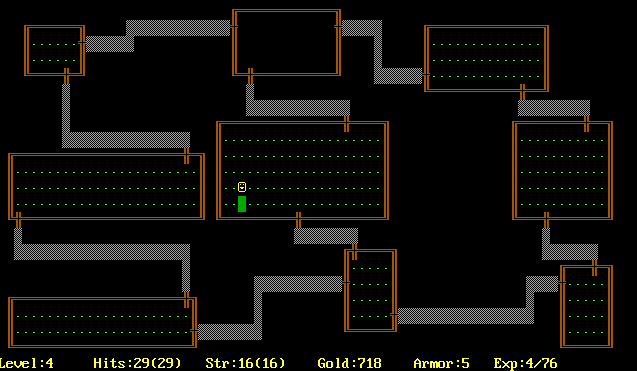
Rogue, текстова відео-гра 1980 року.

Текстова гра або гра на основі тексту — це електронна гра, яка використовує текстовий інтерфейс користувача, тобто користувальницький інтерфейс використовує набір символів, таких як ASCII замість растрових зображень або векторної графіки.
Текстові ігри існували щонайменше з 1960-х років, коли телетайпи були переплетеними з мейнфреймами в якості форм введення, де вихід друкувався на папері. З тих пір ціла низка відомих ігор була розроблена для тих комп’ютерів, які використовують телетайпи у 1960-х та 1970-х роках, а ще багато інших було розроблено для відеотерміналів щонайменше з середини 1970-х років, які досягли своєї найвищої популярності у 1970-х та 1980-х роках, і продовжили своє існування у формі онлайн ігор в середині 1990-х.